# Les Hauts-de-Forterre
Les Hauts-de-Forterre – gmina we Francji, w regionie Burgundia-Franche-Comté, w departamencie Yonne. W 2013 roku liczba ludności wynosiła 539 mieszkańców. 
Gmina została utworzona 1 stycznia 2017 roku z połączenia trzech ówczesnych gmin: Fontenailles, Molesmes oraz Taingy. Siedzibą gminy została miejscowość Taingy.